# Metamorphosis
Metamorphosis — другий студійний альбом американської поп-співачки Гіларі Дафф. У Сполучених Штатах альбом вийшов 26 серпня 2003. Альбом написано в жанрах тін-попу та поп-року. Чарлі Міднайт, Кара ДіоГуарді, Джон Шенкс, а також сестра Дафф — Гейлі стали продюсерами і авторами пісень альбому Metamorphosis. Платівка випустила три сингли «So Yesterday», «Come Clean» та «Little Voice». Станом на кінець 2005 альбом продався у більше ніж 5 мільйонів копій по всьому світі. Альбом отримав 3 платинових сертифікацій від американської компанії RIAA, чотири платинових сертифікацій від канадської CRIA та одну платинові сертифікацію від австралійської компанії ARIA.

## Сингли
«Why Not?»
Пісня «Why Not?» вийшла 23 червня 2003 для просування альбому саундтреків до кінокомедії Кіно про Ліззі Макгвайр (2003). Чарлі Міднайт є автором тексту та музики і режисером музичного відео до пісні, а також разом із Меттью Жеррардом — продюсером композиції. Сингл дебютував на 40 місце австралійського чарту ARIA Singles Chart на 23 тижні 2003 року і досяг 14 місця на 12 тижні чартування, перебуваючи на чарті ще 16 подальших тижнів. Сингл досяг топу-20 в Новій Зеландії та Нідерландах. Станом на 27 липня 2014 на території США було продано 124,000 цифрових копій. Пізніше пісня «Why Not?» увійшла до студійного альбому «Metamorphosis».
«So Yesterday»
Пісня «So Yesterday» вийшла у якості провідного синглу від альбому 29 липня 2003. Пісня, написана Лорен Крісті, Скоттом Споком, Грехемом Едвардсом та Чарлі Міднайтом, була спродюсована командою The Matrix, які були відомою своєю роботою із Авріл Лавін. Таким чином пісня «So Yesterday» набула певної схожості до ранніх пісень Лавін. Сингл дебютував на 53 місце чарту Billboard Hot 100 на 33 тижні 2003 року та досяг 42 позиції на 11 тижні чартування. Пісня чартувалася на Billboard Hot 100 протягом 20 тижнів. Пісня досягла 2 місця канадського чарту Canadian Singles Chart. В Австралії сингл дебютував на 39 місце і згодом досягнув 8 місця на 8 тижні чартування, залишаючись на чарті 20 тижнів. У 2003 в Австралії пісня стала 49 бестселером серед синглів, а в 2004 році здобула платинову сертифікацію від австралійської компанії ARIA. В Японії сингл досяг 199 місця чарту Oricon. В Британії сингл дебютував на 9 місце чарту UK Singles Chart. У Нідерландах та Франції пісня увійшла в топ-10 музичних чартів. 24 липня 2003 на MTV вийшло музичне відео до пісні, зрежисоване Крісом Апплебаумом. 26 липня 2003 відео показувалося в передачі MTV Making the Video. Відео показує Дафф, яка шкодить своєму колишньому бойфрендові.
«Come Clean»
Другим офіційним синглом альбому стала пісня «Come Clean». Офіційний реліз синглу відбувся 20 січня 2004. Дафф описувала пісню, як історію "про стосунки хлопця і дівчини, і про те, як вони намагаються сказати один одному правду і повідомити про свої почуття". Дафф додає, що "вона втомлена від цього і він втомлений від цього, і вони обоє говорять правду не в залежності від того, чи будуть вони разом чи ні. Вони відкривають всі карти на столі і фактично говорять все те, що не було сказано досі". Дафф наголосила, що «Come Clean» є її улюбленою піснею в альбомі «Metamorphosis», кажучи що вона "більш м'яка" за її попередній сингл «So Yesterday», "але не є по-справжньому поп-піснею. Вона звучить скоріше як техно, але повільніше. Вона справді класна". Сингл дебютував на 35 місце чарту Billboard Hot 100, що стало першим синглом Дафф, який досяг топ-40 в США. Проте у багатьох інших країнах успіх композиції «Come Clean» не зрівнявся із досягненнями попереднього синглу «So Yesterday». Пісня досягла 17 місця на австралійському чарті та 18 місця на британському чарті. Сингл потрапив у топ-20 чартів Канади, Нідерландів, Ірландії та Нової Зеландії. Музичне відео до пісні, зрежисоване Дейвом Маєрсом, вийшло 14 січня 2004 на передачі каналу MTV Total Request Live. Відео показує Дафф всередині будинку у дощовий день, чекаючи на свого коханого. Відео було номіноване на 2004 MTV Video Music Awards у категорії Best Pop Video.
«Little Voice»
Пісня «Little Voice»  вийшла як третій сингл платівки 15 червня 2004 тільки в Австралії. Пісня є переробленою кавер-версією пісні шведської співачки Салін «Little Voice» (2000), написаною Карою ДіоГуарді та Патріком Бергером і спродюсованою Чіко Беннеттом та ДіоГуарді. Версія Дафф має дещо змінений текст пісні. Сингл досяг 29 місця австралійського чарту. Музичне відео до пісні було взято із відеоальбому Дафф The Girl Can Rock.

## Список композицій
| Metamorphosis – Стандартне видання | Metamorphosis – Стандартне видання | Metamorphosis – Стандартне видання                            | Metamorphosis – Стандартне видання |
| #                                  | Назва                              | Автор                                                         | Тривалість                         |
| ---------------------------------- | ---------------------------------- | ------------------------------------------------------------- | ---------------------------------- |
| 1.                                 | «So Yesterday»                     | Lauren Christy, Scott Spock, Graham Edwards, Charlie Midnight | 3:35                               |
| 2.                                 | «Come Clean»                       | Кара ДіоГуарді, John Shanks                                   | 3:35                               |
| 3.                                 | «Workin' It Out»                   | Midnight, Charlton Pettus, Marc Swersky                       | 3:15                               |
| 4.                                 | «Little Voice»                     | ДіоГуарді, Patrik Berger                                      | 3:03                               |
| 5.                                 | «Where Did I Go Right?»            | Christy, Spock, Edwards, Midnight                             | 3:52                               |
| 6.                                 | «Anywhere But Here»                | Jim Marr, Wendy Page, Bennett                                 | 3:32                               |
| 7.                                 | «The Math»                         | Christy, Spock, Edwards, Midnight                             | 3:19                               |
| 8.                                 | «Love Just Is»                     | Marr, Page, Midnight                                          | 4:02                               |
| 9.                                 | «Sweet Sixteen»                    | Гейлі Дафф, Toran Caudell                                     | 3:08                               |
| 10.                                | «Party Up»                         | Meredith Brooks, Taylor Rhodes, Ashley Hamilton               | 3:52                               |
| 11.                                | «Metamorphosis»                    | Гіларі Дафф, Midnight, Bennett, Andre Recke                   | 3:28                               |
| 12.                                | «Inner Strength»                   | Гейлі Дафф                                                    | 1:34                               |
| 13.                                | «Why Not»                          | Midnight, Matthew Gerrard                                     | 3:00                               |
| 43:10                              |                                    |                                                               |                                    |

| Metamorphosis – Європейське/Латиноамериканське видання | Metamorphosis – Європейське/Латиноамериканське видання | Metamorphosis – Європейське/Латиноамериканське видання | Metamorphosis – Європейське/Латиноамериканське видання | Metamorphosis – Європейське/Латиноамериканське видання |
| #                                                      | Назва                                                  | Автор                                                  | Продюсер(и)                                            | Тривалість                                             |
| ------------------------------------------------------ | ------------------------------------------------------ | ------------------------------------------------------ | ------------------------------------------------------ | ------------------------------------------------------ |
| 14.                                                    | «Girl Can Rock»                                        | Midnight Weston                                        | Midnight Weston                                        | 3:10                                                   |
| 46:17                                                  |                                                        |                                                        |                                                        |                                                        |

| Metamorphosis – Азійське/Австралійське видання | Metamorphosis – Азійське/Австралійське видання | Metamorphosis – Азійське/Австралійське видання | Metamorphosis – Азійське/Австралійське видання | Metamorphosis – Азійське/Австралійське видання |
| #                                              | Назва                                          | Автор                                          | Продюсер(и)                                    | Тривалість                                     |
| ---------------------------------------------- | ---------------------------------------------- | ---------------------------------------------- | ---------------------------------------------- | ---------------------------------------------- |
| 14.                                            | «A Day in the Sun»                             | Midnight Gerrard                               | Gerrard                                        | 3:24                                           |
| 46:31                                          |                                                |                                                |                                                |                                                |

| Metamorphosis – Австралійське розширене видання (бонусний DVD) | Metamorphosis – Австралійське розширене видання (бонусний DVD) | Metamorphosis – Австралійське розширене видання (бонусний DVD) | Metamorphosis – Австралійське розширене видання (бонусний DVD) |
| #                                                              | Назва                                                          | Режисер(и)                                                     | Тривалість                                                     |
| -------------------------------------------------------------- | -------------------------------------------------------------- | -------------------------------------------------------------- | -------------------------------------------------------------- |
| 1.                                                             | «So Yesterday»                                                 | Chris Applebaum                                                |                                                                |
| 2.                                                             | «Why Not»                                                      | Elliott Lester                                                 |                                                                |
| 3.                                                             | «Come Clean»                                                   | Dave Meyers                                                    |                                                                |
| 4.                                                             | «Anywhere But Here»                                            |                                                                |                                                                |

| Metamorphosis – Японське видання | Metamorphosis – Японське видання | Metamorphosis – Японське видання | Metamorphosis – Японське видання | Metamorphosis – Японське видання |
| #                                | Назва                            | Автор                            | Продюсер(и)                      | Тривалість                       |
| -------------------------------- | -------------------------------- | -------------------------------- | -------------------------------- | -------------------------------- |
| 14.                              | «A Day in the Sun»               | Midnight Gerrard                 | Gerrard                          | 3:24                             |
| 15.                              | «Girl Can Rock»                  | Midnight Weston                  | Midnight Weston                  | 3:10                             |
| 49:41                            |                                  |                                  |                                  |                                  |

| Metamorphosis – Японське розширене видання | Metamorphosis – Японське розширене видання | Metamorphosis – Японське розширене видання |
| #                                          | Назва                                      | Тривалість                                 |
| ------------------------------------------ | ------------------------------------------ | ------------------------------------------ |
| 16.                                        | «So Yesterday» (Thunderpuss Remix)         | 4:17                                       |
| 17.                                        | «Come Clean» (Radio Mix)                   | 3:25                                       |
| 57:23                                      |                                            |                                            |

| Metamorphosis – Японське розширене видання (бонусний DVD) | Metamorphosis – Японське розширене видання (бонусний DVD)      | Metamorphosis – Японське розширене видання (бонусний DVD) |
| #                                                         | Назва                                                          | Тривалість                                                |
| --------------------------------------------------------- | -------------------------------------------------------------- | --------------------------------------------------------- |
| 1.                                                        | «So Yesterday»                                                 |                                                           |
| 2.                                                        | «Why Not»                                                      |                                                           |
| 3.                                                        | «I Can't Wait»                                                 |                                                           |
| 4.                                                        | «Acoustic Song Performances from Sessions@AOL»                 |                                                           |
| 5.                                                        | «Making of 'So Yesterday', The Video»                          |                                                           |
| 6.                                                        | «Making of 'Why Not', The Video»                               |                                                           |
| 7.                                                        | «Making of Sessions@AOL»                                       |                                                           |
| 8.                                                        | «Making of Metamorphosis, The Album»                           |                                                           |
| 9.                                                        | «In the Recording Studio: 'Anywhere But Here', 'Love Just Is'» |                                                           |
| 10.                                                       | «Hilary Duff Photo Gallery and Home Movies»                    |                                                           |
| 11.                                                       | «Biography»                                                    |                                                           |
| 12.                                                       | «Making of 'Japan Promotion Tour'»                             |                                                           |
| 13.                                                       | «Hilary Duff EPK» (Japan Version)                              |                                                           |
| 14.                                                       | «Metamorphosis TV-CM 15sec» (Japan Version)                    |                                                           |
| 15.                                                       | «Metamorphosis TV-CM 30sec» (Japan Version)                    |                                                           |
| 16.                                                       | «Metamorphosis TV-CM 15sec Version 2» (Japan Version)          |                                                           |

## Альбом реміксів
Через три місяці після виходу альбому «Metamorphosis» магазин Kmart» випустив міні-альбом із реміксами пісень «So Yesterday», «Party Up», «Why Not?» і «Sweet Sixteen». Альбом вийшов 18 листопада 2003 у обмеженій кількості.

## Чарти
Тижневі чарти
| Чарт (2003)                     | Місце |
| ------------------------------- | ----- |
| Australian ARIA Album Chart     | 19    |
| Belgian Albums Chart (Фландрія) | 20    |
| Belgian Albums Chart (Валлонія) | 50    |
| Canadian Albums Charts          | 1     |
| Dutch Albums Top 100            | 23    |
| France Album Chart              | 22    |
| Irish Albums Chart              | 41    |
| Japanese Oricon Albums Chart    | 9     |
| Mexico Top 100                  | 9     |
| New Zealand Album Chart         | 20    |
| UK Albums Chart                 | 69    |
| U.S. Billboard 200              | 1     |

| Чарт (2006)             | Місце |
| ----------------------- | ----- |
| U.S. Top Catalog Albums | 35    |

Річні чарти
| Чарт (2003)                 | Місце |
| --------------------------- | ----- |
| Australian ARIA Album Chart | 74    |

Чарти закінчення десятиріччя
| Чарт (2000-09)     | Місце |
| ------------------ | ----- |
| U.S. Billboard 200 | 80    |

## Продажі
| Країна             | Сертифікація (таблиця продажів та сертифікатів) | Продажі    |
| ------------------ | ----------------------------------------------- | ---------- |
| Аргентина (CAPIF)  | Золото                                          | +20,000    |
| Австралія (ARIA)   | Платина                                         | +70,000    |
| Канада (CRIA)      | 4× Платина                                      | +400,000   |
| Японія (RIAJ)      | Золото                                          | +100,000   |
| Мексика (AMPROFON) | Золото                                          | +50,080    |
| США (RIAA)         | 3× Платина                                      | +3,800,000 |

## Історія релізів
| Країна    | Дата             | Формат | Видання    | Лейбл                        | Каталог       | Виноски       |
| --------- | ---------------- | ------ | ---------- | ---------------------------- | ------------- | ------------- |
| Канада    | 26 серпня 2003   | CD     | Стандартне | Universal Music              | DIS610067     | [ 30 ] [ 31 ] |
| Європа    | 26 серпня 2003   | CD     | Стандартне | Universal Music Warner Music | 5046692682    | [ 32 ] [ 33 ] |
| Мексика   | 26 серпня 2003   | CD     | Стандартне | Universal Music              | 6926821       | [ 34 ]        |
| США       | 26 серпня 2003   | CD     | Стандартне | Buena Vista Hollywood        | 610067        | [ 35 ] [ 36 ] |
| Японія    | 6 листопада 2003 | CD     | Стандартне | Avex Trax                    | AVCW-12358    | [ 37 ] [ 38 ] |
| Японія    | 4 лютого 2004    | CD DVD | Розширене  | Avex Trax                    | AVCW-12372B   | [ 39 ] [ 40 ] |
| Австралія | 20 червня 2004   | CD DVD | Розширене  | Universal Music              | 338022 337412 | [ 41 ]        |